# 列别季诺耶湖湾
列别季诺耶湖湾（俄语：Бухта Лебединое Озеро），前称大泡子湾，是滨海边疆区的海湾，系彼得大帝湾一部分，位于特鲁德内半岛西岸，向东的岸上有同名的湖。1972年更为现名。